# Sanctuary Cove

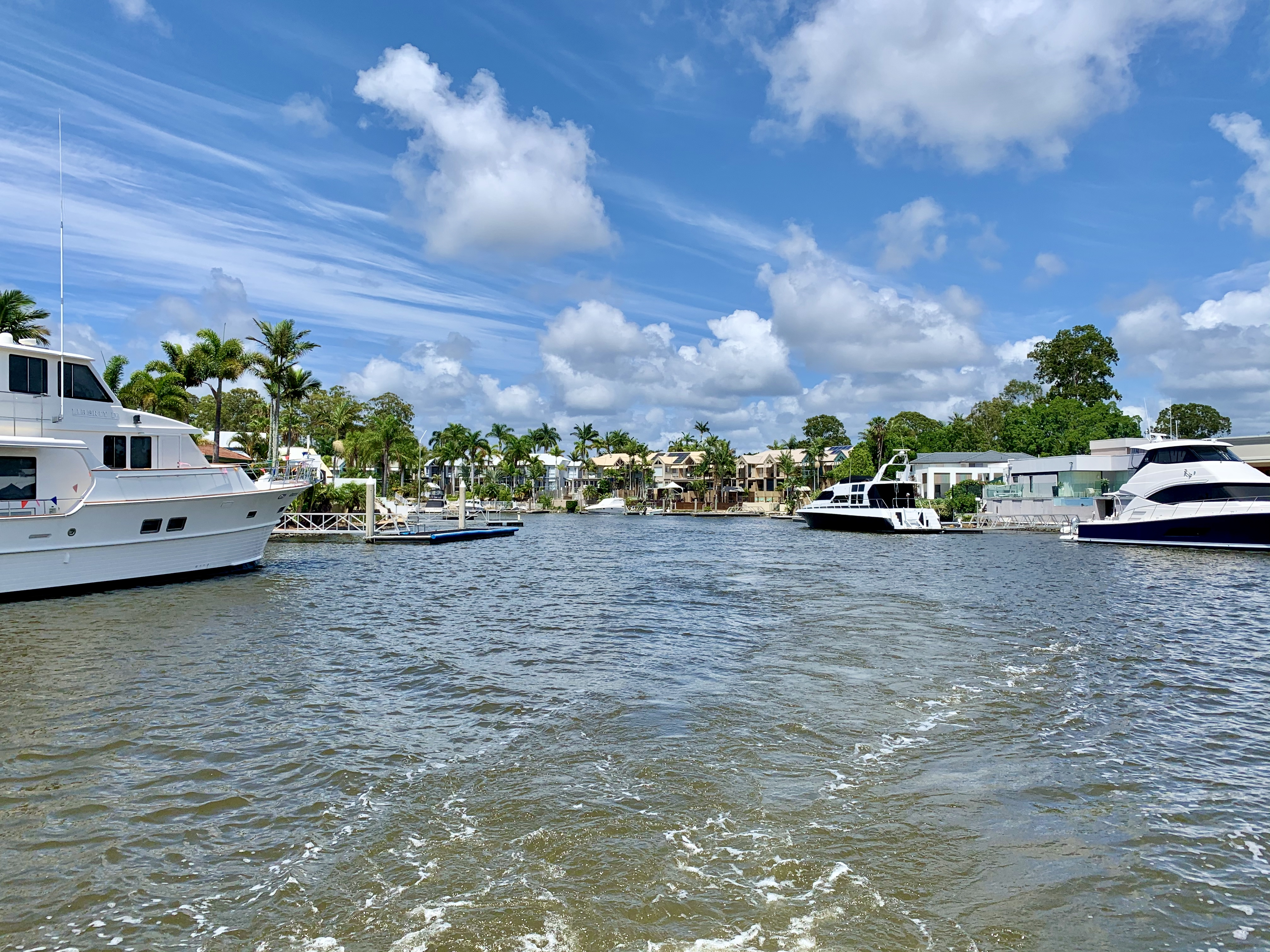
Sanctuary Cove.

Sanctuary Cove est une gated community de la banlieue de Hope Island dans la région de Gold Coast, dans le Queensland, en Australie.
Elle a été la première gated community en Australie — la législation dans le Queensland a dû être modifiée pour lui permettre d'exister. Elle couvre une superficie de 474 hectares.
Sanctuary Cove possède son propre centre commercial et de divertissement, un complexe de vacances avec navigation de plaisance, marinas et terrains de golf. Les personnes extérieures ne sont autorisées à entrer qu'avec un accord préalable de la direction.
L'édition du Masters de double de tennis y a lieu en 1990.